# Barry Truax
Barry Truax (1947) es un compositor canadiense especializado en las implementaciones en tiempo real de la síntesis granular, a menudo de sonidos grabados y paisajes sonoros. En 1986 desarrolló la primera implementación en tiempo real de la síntesis granular. Hizo la primera obra hecha con síntesis granular hecha con base en sonidos pregrabados, Wings of Nike en 1987 y fue el primer compositor en explorar el área entre la síntesis granular sincrónica y asincrónica en Riverrun, de 1986. La técnica en tiempo real sigue o enfatiza en las corrientes auditorías, que junto con los paisajes sonoros forman parte importante de su estética.
Truax enseña música electroacústica, música por computador y comunicación acústica en la Universidad Simon Fraser en Canadá. Fue uno de los miembros fundadores junto con Raymond Murray Schaffer del World Soundscape Project.

## Obra seleccionada
- The Blind Man (1979)
- Riverrun (1986, Wergo WER 2017-50)
- Wings of Nike (1987, Cambridge Street Records CSR CD-9401 y Perspectives of New Music CD PNM 28)
- Tongues of Angels (1988, Centrediscs CMC CD-4793)
- Beauty and the Beast (1989, Cambridge Street Records CSR-CD 9601)
- Pacific (1990, Cambridge Street Records CSR CD-9101)
- Pacific Fanfare (1996)
- Wings of Fire para chelista femenino y dos pistas digitales incluyendo el poema de Joy Kirstin "Wings of Fire" leído por Ellie Epp (1996).
- Androgyne, Mon Amour para contrabajista masculino amplificado y dos pistas digitales incluyendo textos del libro del mismo título de Tennessee Williams leído por Douglas Huffman (1997).